# Deshler (Nebraska)
Deshler è un comune degli Stati Uniti d'America, situato in Nebraska, nella contea di Thayer.